# Masdevallia vargasii
Masdevallia vargasii es una especie de orquídea epífita que proviene del sur de Colombia hasta Bolivia y Guyana.

## Descripción
Es una especie de orquídea de un tamaño pequeño, cespitosa epífita con un pequeño tallo que está envuelto por 3 o más brácteas tubulares y que llevan a una sola hoja, apical , erecta, coriácea, oblongo-oblanceolada, cónica en la base con el ápice emarginado. Florece en la primavera con una inflorescencia erecta a suberecta de 20 cm de largo, con sucesivamente, varias flores que surgen de la base del tallo con una bráctea basal blanca, ovalada. Florece más de una vez al año a partir de cierta edad. Las características que separan a esta especie de otros, son las flores amarillas y las dos quillas planteadas que tiene en el labelo.

## Distribución y hábitat
Se encuentra en Ecuador, Colombia, Bolivia, Brasil y Perú, es una especie cespitosa que está en los bosques húmedos de montaña en las colinas a una altitud de 800-2500 metros

## Sinonimia
- Masdevallia richteri Pabst
- Masdevallia megaloglossa Luer & R.Escobar
- Masdevallia helgae Königer & J.Portilla
- Alaticaulia helgae (Königer & J.Portilla) Luer
- Alaticaulia vargasii (C.Schweinf.) Luer[2]